# Књиге Новог завета
Ово су књиге Новог завета са уобичајеним скраћеницама и краћим и дужим називом-
| Скраћеница | Краћи назив     | Дужи назив                  |
| ---------- | --------------- | --------------------------- |
| Мт         | Матеј           | Јеванђеље по Матеју         |
| Мк         | Марко           | Јеванђеље по Марку          |
| Лк         | Лука            | Јеванђеље по Луки           |
| Јн         | Јован           | Јеванђеље по Јовану         |
| Дап        | Дела апостолска | Дела апостолска             |
| Рим        | Римљанима       | Посланица Римљанима         |
| 1Кор       | 1. Коринћанима  | Прва посланица Коринћанима  |
| 2Кор       | 2. Коринћанима  | Друга посланица Коринћанима |
| Гал        | Галатима        | Посланица Галатима          |
| Еф         | Ефесцима        | Посланица Ефесцима          |
| Флп        | Филипљанима     | Посланица Филипљанима       |
| Кол        | Колошанима      | Посланица Колошанима        |
| 1Сол       | 1. Солуњанима   | Прва посланица Солуњанима   |
| 2Сол       | 2. Солуњанима   | Друга посланица Солуњанима  |
| 1Тим       | 1. Тимотеју     | Прва посланица Тимотеју     |
| 2Тим       | 2. Тимотеју     | Друга посланица Тимотеју    |
| Тит        | Титу            | Посланица Титу              |
| Фил        | Филимону        | Посланица Филимону          |
| Јев        | Јеврејима       | Посланица Јеврејима         |
| Јак        | Јаковљева       | Посланица Јаковљева         |
| 1Пет       | 1. Петрова      | Прва посланица Петрова      |
| 2Пет       | 2. Петрова      | Друга посланица Петрова     |
| 1Јн        | 1. Јованова     | Прва посланица Јованова     |
| 2Јн        | 2. Јованова     | Друга посланица Јованова    |
| 3Јн        | 3. Јованова     | Трећа посланица Јованова    |
| Јд         | Јудина          | Посланица Јудина            |
| Отк        | Откривење       | Откривење Јованово          |